# Krzysztof Michalski (samorządowiec)
Krzysztof Stanisław Michalski (ur. 12 listopada 1957 w Sieradzu) – polski samorządowiec, od 1994 do 2002 prezydent Sieradza.

## Życiorys
Syn Józefa i Ireny. W 1980 ukończył studia polonistyczne na Uniwersytecie Warszawskim. W latach 1982–1985 pracował w Zarządzie Wojewódzkim ZSMP w Sieradzu, w latach 1985–1988 był kierownikiem Wydziału Organizacyjnego Urzędu Miejskiego w Sieradzu. W latach 1989–1994 był nauczycielem w Szkole Podstawowej nr 10 w Sieradzu.
Wybierany do Rady Miasta z listy Sojuszu Lewicy Demokratycznej. W 1994 po raz pierwszy wybrany na stanowisko prezydenta Sieradza, które utrzymał po wyborach cztery lata później. Był inicjatorem powstania założonej w 1997 roku w Sieradzu Kapituły Najstarszych Miast i Miejscowości w Polsce. Za jego drugiej kadencji Sieradz stał się z siedziby województwa sieradzkiego siedzibą powiatu ziemskiego (o powiat ziemski, a nie grodzki zabiegały władze miasta).
W kwietniu 2002 Rada Miejska głosowała nad odwołaniem Michalskiego z urzędu, ale obronił on swój mandat. Podał się dymisji dwa miesiące później. Jego odwołanie było związane z nieprawidłowościami przy udzielaniu kredytu i nadzorze nad powiązaną z miastem Sieradzem spółce „Prosir”. Nie ubiegał się o ponowny wybór w wyborach samorządowych jesienią 2002.
W sierpniu 2007 roku został prawomocnie skazany przez Sąd Rejonowy w Sieradzu za działanie na szkodę miasta i podlegających mu spółek na 3 lata więzienia (w porównaniu z 3 latami i 8 miesiącami w wyroku I instancji). Wnosił o odroczenie wykonania kary ze względu na kwestie zdrowotne i potrzebę zapewnienia bytu rodzinie, lecz sąd nie przychylił się do jego prośby. Ostatecznie więzienie opuścił w lutym 2010 roku. Później rozpoczął prowadzenie Biura Inicjatyw Lokalnych w Sieradzu i zerwał związki z polityką.